# マリア・フォティノ
マリア・フォティノ（Maria Fotino, 1913年9月22日 - 1996年1月26日）は、ルーマニアのピアノ奏者。

## 経歴
1913年、ブカレストの音楽家の家に生まれる。ブカレスト音楽院でフロリカ・ムジチェスクにピアノを師事し、ムジチェスクの指導下にあった1928年にルーマニア放送でピアニストとしてデビューした。その後、1932年からベルリンでエトヴィン・フィッシャー、1934年からパリでサンティアゴ・デ・リエラの各氏に薫陶を受けた。一方で1937年から1940年までエコール・デ・ボザールでジャン・ステリアディに絵画を学んでいる。
1941年からルーマニア放送のピアニストとして活動した。1996年、ブカレストにて没。